# Arche Warder

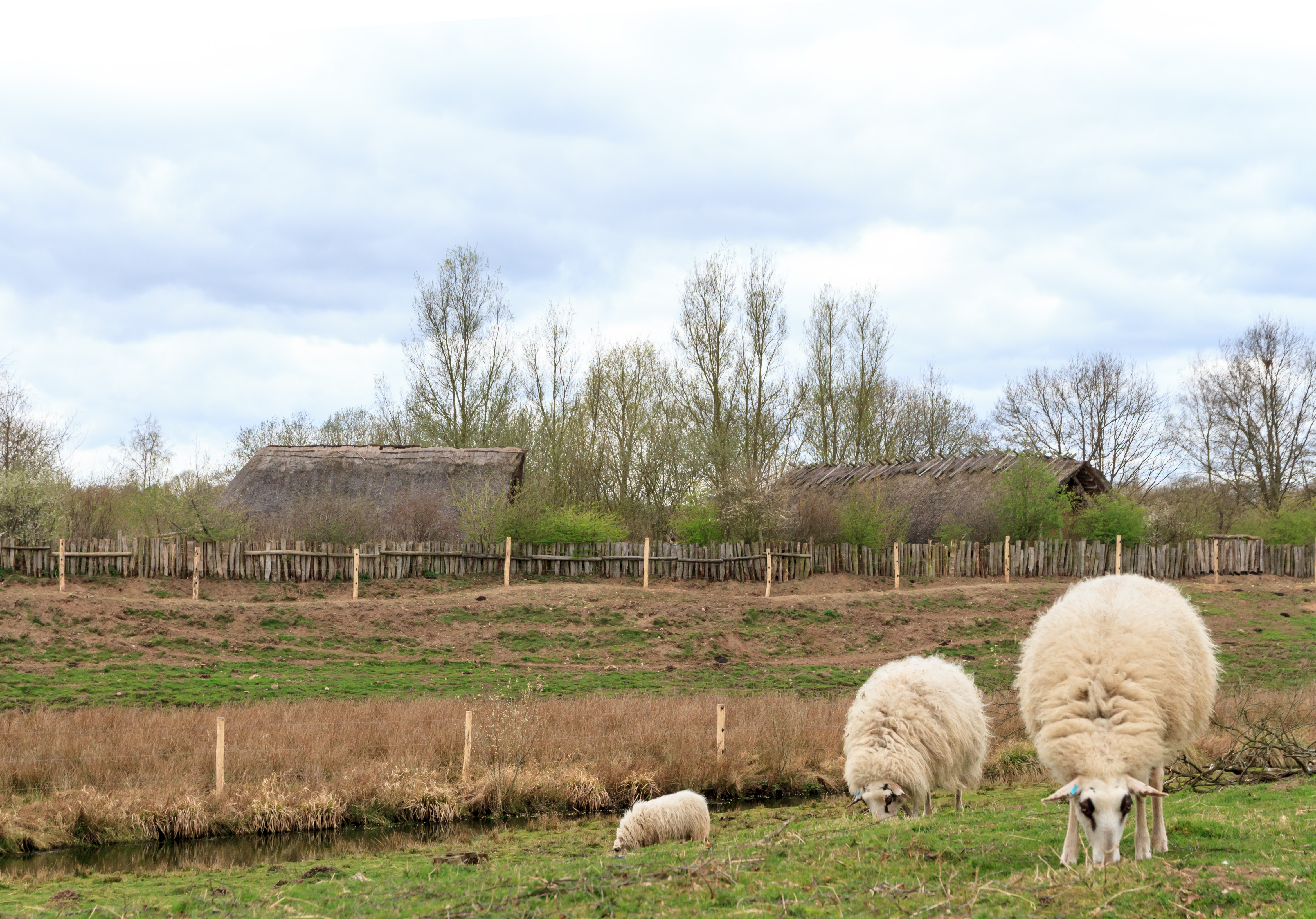
Moutons broutant à l'arche Warder.

L'Arche Warder est un parc zoologique et un parc paysager situé en Allemagne dans le Schleswig-Holstein, près du village de Warder dans les environs de Kiel, à 15 km au nord de Neumünster. Ce parc est le plus important d'Europe dans son domaine, la préservation des races domestiques en danger d'extinction. Ouvert en 2004, il s'étend sur 40 hectares.
Il présente environ 1 200 animaux de 82 races différentes. En 2018, il est inscrit à la décennie des Nations unies pour la biodiversité.
Près de 71 000 visiteurs l'ont parcouru en 2014.

## Animaux
Parmi les races en danger extrême, on y trouve entre autres le canard de Poméranie, l'oie de la Leine, l'oie de Lippe, la poule d'Augsbourg, la murnau-werdenfels, l'angeln, 
le mouton blanc des landes à cornes, le porc pie danois, le porc rouge à ceinture blanche d'Husum, le porc de Bentheim, le porc noir à ceinture blanche d'Angeln, la chèvre tadjike, la girgentana.
On y trouve trois races françaises, le canard rouen clair, l'âne du Poitou et le mouton d'Ouessant.